# Stratton Hills
Die Stratton Hills sind eine etwa 5 km lange Reihe abgerundeter Hügel im ostantarktischen Viktorialand. Sie bilden zwischen dem Overflow-Gletscher und der Umgebung des Bettle Peak die Südwand des Ferrar-Gletschers.
Das New Zealand Antarctic Place-Names Committee benannte sie auf Vorschlag des neuseeländischen Geologen Robert Hamish Findlay, der im Rahmen des New Zealand Antarctic Research Program zwischen 1977 und 1981 in diesem Gebiet tätig war. Namensgeber ist der neuseeländische Zimmerer Winthrop Scott Stratton (1848–1902), der den Großteil eines geerbten Vermögens wohltätigen Zwecken gespendet hatte.